# 珠算学校一覧
珠算学校一覧（しゅさんがっこういちらん）では、日本にある主な珠算学校（各種学校登録）および珠算教室について列挙する。

## 珠算学校（各種学校）
山口　山根珠算教室

### 北海道
- 札幌井上速算学校
- 曙珠算学校
- 福久珠算学校
- 沢木珠算学校
- 千歳速算学校
- 恵庭速算学校

### 群馬県
- 高桑新町速算学校
- 柘植珠算学校
- 駒形珠算学校
- あけぼの珠算学校
- 共栄珠算学校
- 坂本実務珠算学校
- 泉ヶ丘珠算学校

### 埼玉県
- 大宮高等珠算学校
- 大宮珠算学校
- 川口高等珠算学校
- 戸田珠算学校
- 羽生高等簿記珠算学校
- 毛呂山珠算学校

### 千葉県
- 共進珠算学校
- 若宮珠算学校
- 松戸第一珠算学校
- 馬橋珠算学校

### 東京都
- 木原珠算学校
- 岡野珠算学校
- 向島珠算学校
- 高島珠算学校
- 成友珠算学院
- 石川珠算学校
- 浅野珠算学校
- 足立珠算学校
- 池上珠算学校
- 渡辺珠算学校
- 日野珠算学校
- 堀口珠算学校
- 福生珠算学校

### 長野県
- 笠原珠算簿記学校
- 上條珠算簿記学園
- 竹原珠算学校

### 岐阜県
- 関谷そろばん学校
- 大石高等珠算学校
- Be School（ビースクール）
- 大喜スタディ・スクール
- 中部速算学校
- 立木珠算学校
- 郡上高等珠算学校
- 加納高等珠算簿記学校

### 静岡県
- 稲取珠算学校
- 岳陽珠算学校
- 吉原珠算学校
- 興津珠算学校
- 松崎珠算学校
- 沼津中央珠算学校
- 伝法珠算学校
- 熱海共進珠算学校
- 伊藤珠算学校
- 遠州速算学校
- 気賀珠算学校
- 宮口珠算学校
- 佐藤珠算学校
- 山梨珠算学校
- 助信珠算学校
- 静岡田町珠算学校
- 静岡南珠算学校
- 東部尾崎珠算学校
- 南条珠算学校
- 浜北珠算学校
- 静岡珠算学校
- 静岡中村珠算学校

### 愛知県
- 愛知実務珠算学校
- 愛知速算学校
- 旭珠算学校
- 安城高等珠算学校
- 伊藤珠算学校
- 一宮中央高等珠算学校
- 稲沢高等珠算学校
- 岡崎北部高等珠算学校
- 笠寺高等珠算学校
- 宮川高等珠算学校
- 挙母高等珠算学校
- 光華珠算学院
- 光松珠算学校
- 佐織高等速算学校
- 坂本珠算学校
- 三条高等珠算学校
- 山田珠算専修学園
- 山本珠算学校
- 藤浪高等珠算学校
- 道徳高等珠算学校
- 南部高等珠算学校
- 萩原高等珠算学校
- 白水高等珠算学校
- 八幡珠算学校
- 富士松高等珠算学校
- 平洲高等珠算学校
- 平和高等速算学校
- 守山高等珠算学校
- 春日井高等珠算学校
- 勝幡高等速算学校
- 小牧珠算学校
- 昭和高等速算学校
- 新家速算学校
- 新城珠算学校
- 深田高等珠算学校
- 瀬古高等珠算学校
- 西部珠算学校
- 石川速算実務学校
- 大治高等速算学校
- 大滝珠算学校
- 津島高等珠算学校
- 田中高等珠算学校
- 東海速算学校
- 東郷高等速算学校
- 東元珠算学校
- 豊橋中部珠算学校
- 豊川市田珠算学校
- 豊川珠算学校
- 豊川珠算実務学校
- 鈴木珠算学校
- 木曽川高等珠算学校
- 高岡珠算学校

### 京都府
- 加茂速算学校

### 大阪府
- 双葉珠算学校
- 浪華珠算学校
- 長居珠算学校
- 東洋珠算学校
- 上田珠算学校
- 竹内珠算学校
- 井村珠算学校
- 堺珠算学校
- 関西珠算学校　生野区　ホームページ→

### 兵庫県
- 尼崎珠算専攻学院
- 難波珠算学院
- 神戸親交珠算学院
- 兵庫珠算学院
- 神戸常磐珠算学院
- 本田珠算専修学院
- 西藤珠算学院
- 西藤珠算学院二見教場
- 西脇珠算簿記学院

### 奈良県
- 王寺珠算学校
- 河合珠算学校
- 吉田珠算学校
- 吉野珠算学校
- 郡山珠算学校
- 五条珠算簿記学校
- 御所珠算学校
- 成器珠算学校
- 川西珠算学校
- 双葉珠算学校
- 大成珠算学校
- 大和珠算学校
- 丹波市珠算学校
- 天理珠算学校
- 唐古珠算学校
- 奈良珠算学校
- 二上珠算学校
- 萩本珠算学院
- 伴堂珠算学校
- 富雄珠算学校
- 龍田珠算学校

### 高知県
- 城東簿記珠算学校

## 珠算教室（上記以外）

### 北海道
- たまえ珠算塾
- 幌南珠算学院

### 兵庫県
- 本庄珠算学院
- 神戸珠算専修学院
- 神戸珠算専修学院灘教場
- 西宮古村珠算学院
- 川西珠算学園

### 奈良県
- 斑鳩珠算学院

### 鹿児島県
- 友愛そろばん塾